# Friedrich Dickel

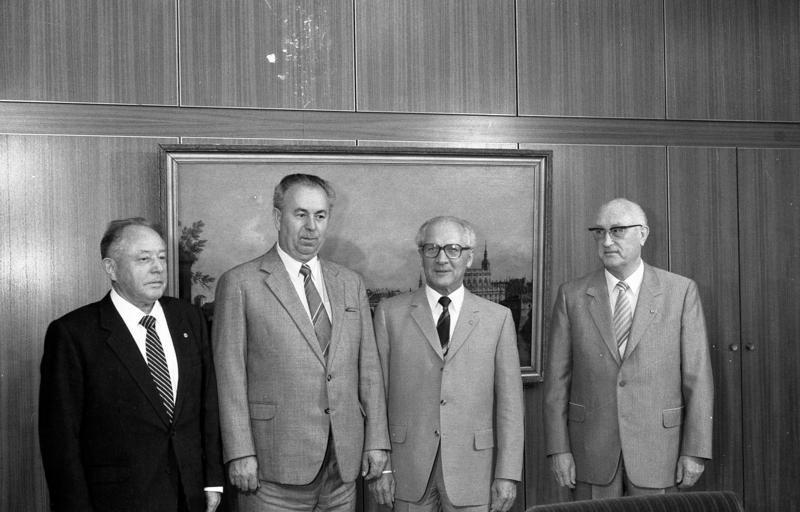
Friedrich Dickel rechts op de foto

Friedrich Dickel (Vohwinkel, 9 december 1913 - Berlijn, 23 oktober 1993) was een Oost-Duits politicus.

## Opleiding en activiteiten voor de KPD
Friedrich Dickel bezocht de volksschool en volgde daarna een opleiding tot gieter. In 1928 trad hij toe tot de Kommunistischer Jugend Verband Deutschlands, de jeugdbeweging van de KPD (Communistische Partij van Duitsland). Hij was districtsleider voor de KJVD (1929-1931) en daarna, sinds 1931 voor de KPD. In 1933, na de machtsovername van de nazi's, werd hij enige tijd gevangengezet. Na zijn vrijlating (juli 1933) was hij betrokken bij illegale activiteiten van de KPD in Frankrijk (1933-1935) en daarna in Nederland (1935-1936). Dickel was districtsinstructeur van de KPD in Amsterdam-Noord.

## Geheim agent
Tijdens de Spaanse Burgeroorlog was Dickel compagnieleider van de 2de en 4de Thälmann brigade van de 11de Internationale Brigade. In 1937 werd hij naar Moskou ontboden. In de Sovjet-Unie kreeg hij een baan bij de militaire inlichtingendienst GRU en werkte in Finland en Shanghai. In 1943 werd hij door de Japanners gearresteerd en veroordeeld door een Japanse militaire rechtbank.

## Politie- en legerofficier in de DDR
In 1946 keerde Dickel naar Duitsland terug en vestigde zich in de Sovjet-bezettingszone (SBZ). Hij werd lid van de Sozialistische Einheitspartei Deutschlands (SED) en van het presidium van de Deutsche Volkspolizei (DVP) in Leipzig. Hij werkte voor de geheime dienst K 5. Na een opleiding aan de hogere politieschool in Kochstedt. Na zijn afstuderen was hij tot 1953 commandant van de Kasernierte Volkspolizei (KVP) in Berlijn-Treptow en daarna tot 1956 leider van de politieke administratie KVP met de rang van generaal-majoor. Na de stichting van de Nationale Volksarmee in 1956 werd hij generaal-majoor van de NVA en plaatsvervangend minister.
Van 1956 tot 1958 was Friedrich Dickel voorzitter van de militaire sportvereniging Vorwärts en vanaf 1957 was hij lid van het bondsbestuur van Deutscher Turn- und Sportbund. Van 1957 tot 1959 volgde hij een cursus Sovjet-Russische academie van de generale staf in Privolsk bij Saratov. Na de afsluiting van deze cursus was hij plaatsvervangend minister van Defensie en Oost-Duits vertegenwoordiger bij Sovjet-Russische Strijdkrachten in Duitsland (GSSD). In 1961 nam Dickel zitting in de Nationale Verdedigingsraad van de DDR en was als zodanig nauw betrokken bij de bouw van de Berlijnse Muur. In oktober 1963 werd hij bevorderd tot luitenant-generaal.

## Minister van Binnenlandse Zaken enArmeegeneral
Friedrich Dickel was van 14 november 1963 tot 18 november 1989 minister van Binnenlandse Zaken van de DDR en chef van de Deutsche Volkspolizei. In 1965 werd Dickel bevorderd tot kolonel-generaal en van 1967 tot 1989 was hij lid van het Centraal Comité van de SED. In 1984 werd hij bevorderd tot Armeegeneral, de hoogste militaire rang in de DDR. Van 1967 tot 1990 was hij ook lid van de Volkskammer.
Hij droeg tweemaal de titel " Held van de Duitse Democratische Republiek".

## Onderscheidingen
- Vaderlandse Verdienstenorde in goud (1969)
- Medaille voor Volkerenvriendschap en Orde van de Vaderlandse Oorlog van de USSR (1970)
- Ereonderscheidingen van de Vaderlandse Verdienstenorde (1973, 1978)
- Karl Marx-orde (1973, 1983, 1985)
- Orde van de Oktoberrevolutie (1975)
- Tweemaal "Held van de DDR (1975, 1983)
- Scharnhorst-orde (1979)
- Orde van de Rode Banier van de USSR (1983)
- Leninorde van de USSR (1983-1985)
- Orde van de Volkerenvriendschap (1988)

- Gemeinsame Normdatei: 107435829
- International Standard Name Identifier: 0000 0000 8101 9432
- Library of Congress Control Number: n91004288
- Nederlandse Thesaurus van Auteursnamen: 173142885
- Virtual International Authority File: 22657465
- WorldCat: E39PBJfxdfvbKH8CbqC6KcyPQq